# Tiên Cường
Tiên Cường là một xã thuộc huyện Tiên Lãng, thành phố Hải Phòng, Việt Nam.
Xã Tiên Cường có diện tích 4,93 km², dân số năm 1999 là 5601 người, mật độ dân số đạt 1136 người/km².